# Биометрическая криптосистема
Биометрическая криптографическая система — криптографическая система, использующая и обрабатывающая биометрические данные с целью аутентификации личности либо для получения из них секретного ключа.

## Постановка задачи
Биометрические данные используются в основном в двух направлениях — аутентификация личности и криптография. Биометрическая аутентификация является одним из способов определить личность пользователя, работающим по принципу «пользователь есть», а не «знает» или «имеет». Этот способ не требует использования дополнительных физических устройств или запоминания паролей, которые могут быть утеряны, забыты украдены или изменены. Такая аутентификация становится всё более привычным явлением (анализ голоса, разблокировка устройств с помощью отпечатков пальцев и прочее). Учёные рассматривают и предлагают менее очевидные исходные данные для использования. В своей статье Dang Nguyena, Dat Trana, Dharmendra Sharmaa, Wanli Ma предлагают систему, которая генерирует секретный криптографический ключ на основе электроэнцефалограммы. Авторы утверждают, что ЭЭГ невозможно подделать или скомпрометировать. Показано, что такой метод надёжно обеспечивает безопасность криптографических ключей с вероятностью успеха 99 %. Пароли, полученные таким образом, выгодны по различным причинам. Считается, что полученные ключи являются неуязвимыми и воспроизводимыми. Однако это удобство сопряжено с дополнительными угрозами конфиденциальности для самих пользователей: в отличие от паролей или аппаратных ключей, украденные биометрические параметры невозможно настолько же легко отозвать, и компрометация данных одной системы аутентификации может быть использована для несанкционированного доступа к другой. Miroslav Bača и Alen Loverncic предлагают использовать биометрические данные как входные данные не для генератора ключей, а для хэш-функции.
Различные методы аутентификации данных активно используются уже долгое время, однако некоторые вопросы, связанные с качеством биометрических систем, до сих пор остаются нерешёнными. Эти методы являются привлекательными для массового потребления благодаря их темпам развития и совершенствования.

## Применение в криптографии
Для обеспечения секретности разрабатываются методы защиты информации от взлома (криптографические методы). Стойкость таких систем базируется на предположении, что ключ известен только владельцу или законному представителю. В реальности именно секретность ключа является узким местом всей системы. Обычно для доступа к безопасному хранилищу ключей используют пароли как способ аутентификации, откуда следует ряд минусов — пароли легко забываются, теряются, крадутся и т. д.. Чтобы обеспечить защиту биометрической системы управления доступом на основе нечёткого экстрактора при использовании незащищённых каналов, например, необходимо, чтобы биометрические данные и последовательности, которые получены на их основе, не передавались и не хранились. Также следует исключить передачу вспомогательных данных.

## Преимущества и недостатки
Одно из преимуществ биометрических методов — сложность фальсификации биометрических данных. Их трудно подделать, а в силу уникальности признаков, аутентификация на их основе более достоверна. В таких методах необходим сам носитель (владелец) биометрических признаков, чтобы аутентификация прошла.
Главным недостатком системы паролей является их небольшой размер, так как они могут быть взломаны с помощью современных криптографических методов. Биометрические характеристики, в свою очередь, имеют большую длину, также они сложнее, чем обычные пароли.
Биометрический идентификатор является предпочтительным во многих случаях по ряду причин:
- Его можно быстро получить и обработать
- Ненавязчив
- Минимум контакта
- Уникальный[6].

Недостатки биометрических систем кроются как в вопросе эффективности самой системы, так и в возможном изменении биометрических данных. Например, появление шрама на лице. Такой распространённый вид аутентификации с использованием сетчатки глаза осложняется тем, что она может измениться из-за каких-то болезней. Отпечатки пальцев могут повредиться из-за травм или ожогов.
При использовании биометрических данных в качестве источника ключей появляется ряд трудностей:
1. Биометрические данные не могут быть чётко воспроизведены,
2. Они не имеют равномерного распределения[1].

## Защищённость системы
Фактор, по которому определяют состояние защищённости системы, — эффективность управления доступом системы защиты информации. Функционирование системы считается эффективным, если обеспечивается максимальная скорость и надежность процесса, а также конфиденциальность данных. Поэтому при практической реализации учитывают защищённость системы от актуальных угроз, таких как несанкционированный доступ к данным пользователей. Защита криптографических ключей с помощью биометрических данных была первоначальной целью биометрической криптографии, но позже стала использоваться и в защите биометрических образцов, генерации криптографических ключей и прочих целей.

## Виды систем
В настоящее время наиболее распространены такие виды биометрических криптографических систем как:
- системы с освобождением ключа (key release cryptosystems),
- со связыванием ключа (key binding cryptosystems)
- с генерацией ключа (key generation cryptosystems)[1]

### Биометрические криптографические системы с освобождением ключа
В таких алгоритмах биометрическая аутентификация и подсистема освобождения ключей работают независимо друг от друга. Эталон биометрии для аутентификации и ключ находятся в разных хранилищах. После прохождения аутентификации ключ становится доступным.
Такая система имеет свои слабые места и невысокую степень защиты. Из-за хранения на локальных носителях эталоны биометрии не защищены. Также модуль сравнения биометрических данных с эталоном может быть изменён вредоносным ПО, так как освобождение ключа и аутентификация изолированы.

### Биометрические криптографические системы со связыванием ключа
Изначально биометрические криптосистемы со связыванием ключа разрабатывались для защиты ключей. Когда биометрическая аутентификация стала более распространённой, такие криптосистемы стали использоваться в том числе и для защиты эталонов. Самой распространённой в этом направлении стала схема с нечётким контейнером (fuzzy vault).
Специалисты разделяют несколько типов атак на эту схему:
1. корреляционные атаки (correlation attacks, attacks via record multiplicity — ARM). Такая атака основана на перехвате данных во время сеансов аутентификации. Потом эти данные соотносят между собой[10].
2. атаки с инверсией ключа (surreptitious key-inversion attacks — SKI). Злоумышленники получают закрытый ключ пользователя различными методами и потом извлекают биометрические данные из соответствующего контейнера[10].
3. атаки подстановки со смешиванием (blended substitution attacks). Эталон смешивается с биометрическими данными злоумышленника. После этого по одной учётной записи аутентификацию пройдут и её владелец, и злоумышленник[10].

### Биометрические криптографические системы с генерацией ключа
Биометрическая криптосистема с генерацией ключа формирует ключ напрямую из данных, при этом он не сохраняется на каких-либо носителях. Преимущество этого метода перед остальными в возможности не хранить полученные ключи.
Генерация ключей из биометрии имеет свои сложности, так как распределение этих данных неравномерно, а большинству криптографических методов требуется точная длина ключа. Биометрическое данные невозможно точно воспроизвести. Биометрические данные непостоянны и есть вероятность изменения с течением времени из-за изменения самочувствия и влияния эмоций. Биометрические данные нельзя отозвать, поэтому смена ключа является проблемой. Большая часть данных не является тайной и к ней легко получить доступ (например, отпечаток пальца легко оставить случайно на какой-то поверхности).
В настоящее время только два подхода к генерации ключей из биометрических данных удовлетворяют требованиям современной криптографии и вместе с тем имеют низкую вероятность ошибки второго рода: большие нейронные сети и применение нечётких экстракторов.

#### Нейронные сети.
В генерации ключей на основе биометрии нейронная сеть с большим числом вводов и выходов получает биометрические параметры, и выдаёт длинный пароль (криптографический ключ). Также нейронная сеть может преобразовать набор случайных битов в случайный выходной ключ.

#### Нечёткие экстракторы
Схема с нечётким экстрактором может точно восстановить секретный ключ из биометрии, используя для этого открытые вспомогательные данные. Качество самих нечётких экстрактов зависит от качества кодов, которые применяются для исправления ошибок. По сравнению с другими методами, преимущество этого алгоритма в том, что не нужно хранить секретный ключ, но вспомогательные данные необходимо где-то сохранять. Основной минус этого способа в том, что для одного набора биометрии можно получить только один секретный ключ. В вопросе аутентификации же это свойство является скорее плюсом, так как соответствие полученного ключа и носителя биометрических признаков однозначное. Более того, выходная последовательность является качественной как криптографический ключ, так как удовлетворяет всем условиям. Атаки, которым подвержены нечёткие экстракторы, такие же, как и в случае нечётких контейнеров. Самая большая уязвимость метода в слабой защите от атак со стороны квалифицированных работников, которые напрямую связаны с подсистемой управления доступом, например, администратор сервера баз данных.

## Практические применения биометрических криптосистем с генерацией ключа
Последний вид криптосистем в большей степени используется в идентификационных криптосистемах, в протоколах распределения ключей и протоколах аутентификации.
Методы биометрической криптографии используются для биометрических систем управления доступом.